# Mary Amelia Ingalls
 (mars 2023).
Si vous disposez d'ouvrages ou d'articles de référence ou si vous connaissez des sites web de qualité traitant du thème abordé ici, merci de compléter l'article en donnant les références utiles à sa vérifiabilité et en les liant à la section « Notes et références ».
Pour les articles homonymes, voir Ingalls.
Mary Amelia Ingalls (Pepin, Wisconsin, 10 janvier 1865 – De Smet, Dakota du Sud, 17 octobre 1928) est la sœur de la romancière Laura Ingalls Wilder. 
Elle est la première des cinq enfants de Charles et Caroline Ingalls. Elle tomba gravement malade à l'âge de quatorze ans de la scarlatine ainsi que Carrie et leur mère. Elle devint aveugle à cause d'une méningoencéphalite virale, d'après la revue Pediatrics sur une étude des chercheurs de l'Université du Michigan. Elle fréquenta entre 1881 et 1889 une école pour aveugles à Vinton, dans l'Iowa, puis revint vivre avec ses parents à De Smet, où elle restera jusqu'à leur mort. Puis elle vécut avec ses sœurs Grace et Carrie. 
L'actrice Melissa Sue Anderson joua son rôle dans la série La Petite Maison dans la prairie. Contrairement à la « Mary » de la série, la véritable Mary Ingalls ne s'est jamais mariée à Adam Kendall (qui n'a d'ailleurs jamais existé), n'a jamais enseigné et n'a jamais eu d'enfants non plus.